# Ben Stassen
Pour les articles homonymes, voir Stassen.
Ben Stassen est un producteur, scénariste et réalisateur de films d'animation en 3D belge.

## Biographie

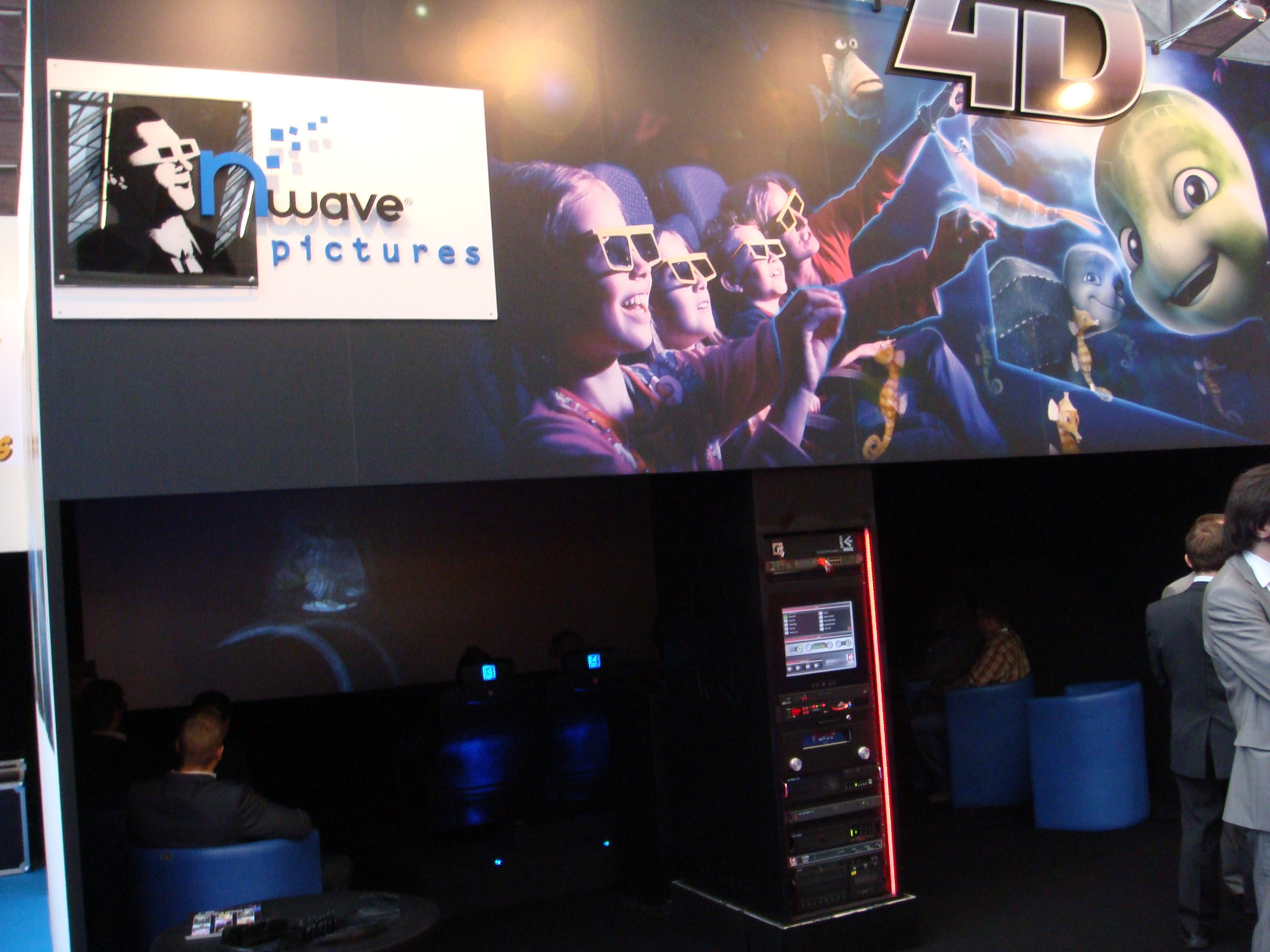
Le stand nWave Pictures au salon IAAPA Euro Attractions Show d'Amsterdam en 2009

Il est issu d'une famille d'industriels actifs dans la production de cidre à Aubel,.
Il effectue ses études de sciences politiques à la Katholieke Universiteit Leuven puis en cinéma à l'Université de Californie du Sud.
En 1994, il crée nWave Pictures, société qui produit des films CGI à succès. En 1997, Ben Stassen commence à réaliser des courts-métrages au format IMAX. Ouvert en 2002, Pandadroom à Efteling a été réalisé par MoveTRIX, une filiale de nWave Pictures.
Le premier long-métrage entièrement réalisé en 3D, Fly Me To the Moon, sort en 2008 en Europe, puis en Amérique du Nord.
En 2010, Around The World in 50 Years, en français Le Voyage extraordinaire de Samy, apparaît sur les écrans. La suite, Sammy 2 sort le 15 août 2012. Le 25 décembre 2013 sort son quatrième long-métrage en 3D, Le Manoir magique.

## Filmographie

### Réalisateur
- 1997 : Thrill Ride: The Science of Fun
- 1999 : Rencontre dans la 3e dimension
- 1999 : Alien Adventure
- 2001 : Haunted Castle (film)
- 2002 : S.O.S. Planet
- 2003 : Misadventures in 3D
- 2005 : Wild Safari 3D
- 2007 : African Adventure: Safari in the Okavango
- 2008 : Fly Me To the Moon
- 2010 : Le Voyage extraordinaire de Samy
- 2012 : Sammy 2
- 2013 : Le Manoir magique
- 2014 : African Safari
- 2015 : Robinson Crusoé
- 2017 : Bigfoot Junior
- 2019 : Royal Corgi
- 2020 : Bigfoot Family
- 2022 : Hopper et le Hamster des ténèbres

### Scénariste
- 1991 : Devil's Mine Ride
- 1997 : Thrill Ride: The Science of Fun
- 1999 : Rencontre dans la 3e dimension
- 1999 : Alien Adventure
- 2001 : Haunted Castle
- 2002 : S.O.S. Planet
- 2003 : Misadventures in 3D
- 2005 : Wild Safari 3D
- 2007 : African Adventure: Safari in the Okavango

### Producteur
- 1988 : Zivot sa stricem de Krsto Papic
- 1991 : Devil's Mine Ride
- 1997 : Thrill Ride: The Science of Fun
- 1999 : Rencontre dans la 3e dimension
- 1999 : Alien Adventure
- 2001 : Haunted Castle
- 2002 : S.O.S. Planet
- 2003 : Infekcija
- 2003 : Misadventures in 3D
- 2005 : Wild Safari 3D
- 2007 : African Adventure: Safari in the Okavango
- 2008 : Fly Me To the Moon
- 2010 : Le Voyage extraordinaire de Samy
- 2012 : Sammy 2

## Distinctions

### Nominations
- 2006 : sélectionné au Festival de Cinéma Grand Format de la Géode pour Wild Safari 3D
- 2007 : sélectionné au Festival du film d'animation d'Annecy pour Fly Me To the Moon
- 2009 : sélectionné au Festival de Cinéma Grand Format de la Géode pour Fly Me To the Moon
- 2009 : nommé au Prix du cinéma européen dans la catégorie Prix du public pour Fly Me To the Moon
- 2010 : nommé au Prix du cinéma européen dans la catégorie Meilleur film d'animation pour Le Voyage extraordinaire de Samy
- 2010 : sélectionné au Festival du film d'animation d'Annecy pour Le Voyage extraordinaire de Samy
- 2012 : sélectionné au Festival du film d'Arras pour Fly Me To the Moon